# Tháng 1 năm 2021
Xem Tháng 12 năm 2020
Tháng 1 năm 2021 là tháng đầu tiên của năm hiện nay. Tháng bắt đầu vào Thứ Sáu, sẽ kết thúc vào Chủ Nhật sau 31 ngày.

## Thứ 6 ngày 1
- Quốc hội ở Edinburgh (Tô Cách Lan) và Belfast (Bắc Ái Nhĩ Lan) bỏ phiếu chống lại các thỏa thuận quy định quan hệ giữa Anh và EU từ đầu năm nay. (Spiegel)
- Stanley Johnson, cha của Thủ tướng Anh Boris Johnson, xác nhận kế hoạch xin cấp quốc tịch Pháp sau khi Anh rời khỏi EU theo thỏa thuận Brexit. (vnExpress)
- Tám người chết vì ngộ độc cacbon monoxit, bị rò rỉ từ máy phát điện dùng để sưởi ấm, trong một ngôi nhà nhỏ ở phía tây nam Bosnia và Herzegovina trong một lễ mừng năm mới. (AP)
- Tổng thống Mỹ Donald Trump gia hạn chính sách cấm nhập cư, trong đó ngăn việc cấp "thẻ xanh" cho nhiều đối tượng và lao động nước ngoài, nhằm bảo vệ lao động Mỹ bất chấp lo ngại nó sẽ ảnh hưởng đến đà hồi phục của nước Mỹ. (tuoitre)
- Cuộc bỏ phiếu ở Thượng nghị viện với tỷ số thuận 81 - 13 cho dự luật Quốc phòng là lần đầu tiên các nhà lập pháp hủy bỏ quyền phủ quyết của Trump. (NYT)
- Sàn giao dịch chứng khoán New York bắt đầu thực hiện quá trình xóa niêm yết ba hãng viễn thông Trung Quốc để thực hiện sắc lệnh hành pháp của Tổng thống Trump. (tuoitre)
- Bầu cử tổng thống Hoa Kỳ 2020
  - Phó Tổng thống Mike Pence yêu cầu tòa liên bang bác đơn kiện trong nỗ lực đòi lật ngược kết quả bầu cử của Dân Biểu Louie Gohmert (Cộng Hòa-Texas) cùng một số thành viên đảng Cộng Hòa. (nguoi-viet.com)

## Thứ 7 ngày 2
- Một căn cứ quân sự của Nga tại vùng Tal al-Saman, tỉnh Raqqa, phía bắc Syria, đã bị tấn công, khiến nhiều người bị thương. (RFI)
- Các nghị sĩ Hàn Quốc không đạt được thỏa thuận về sửa đổi luật cấm phá thai hiện hành, nên luật này đã hết hạn chiếu theo quyết định vào tháng 04/2019 của Tòa Bảo Hiến. (RFI)
- Đại dịch COVID-19
  - Hơn 10% dân số Israel đã được tiêm liều vaccine COVID-19 đầu tiên, tỷ lệ vượt xa phần còn lại của thế giới. Khoảng 150.000 người Israel đang được tiêm phòng mỗi ngày. (vnExpress)
  - Việt Nam xác nhận ca dương tính đầu tiên biến thể mới virus SARS-CoV-2 từ Anh. (Báo Tuổi Trẻ)
  - Cảnh sát Pháp giải tán khoảng 2.500 người dự tiệc bất hợp pháp vào đêm giao thừa, bất chấp lệnh giới nghiêm ngăn Covid-19. (vnExpress)
- Bầu cử tổng thống Hoa Kỳ 2020
  - Thẩm phán liên bang bác đơn của nhóm nghị sĩ Cộng hòa đòi tuyên bố Phó tổng thống Pence là người duy nhất được định đoạt phiếu đại cử tri. (vnExpress)

## Chủ nhật ngày 3
- Đậu, gừng, tỏi, hạt sen… bỗng dưng bị Bộ Y tế đưa vào nhóm dược liệu và quản lý như kinh doanh thuốc khiến việc xuất nhập khẩu, sản xuất kinh doanh của hàng ngàn doanh nghiệp bị đảo lộn, thậm chí tạm ngưng. (Tuổi Trẻ)
- Các nhân viên cứu hộ tìm thấy thêm thi thể của 2 người bị mất tích trong trận lở đất ở Gjerdrum, Viken, Na Uy, nâng số người chết lên thành 6. Bốn người vẫn còn mất tích. (BBC)
- Bộ trưởng Tư pháp Iran Ebrahim Raisi cảnh báo Trump và bất kỳ ai liên quan đến cuộc không kích hạ sát tướng Soleimani sẽ "không an toàn trên Trái đất". (vnExpress)
- Ông John Bolton, cựu cố vấn an ninh quốc gia, cho rằng việc Tổng thống Donald Trump công kích các nhân vật cao cấp của đảng Cộng Hòa cho thấy ông Trump muốn "xé nát đảng của mình," (NV)
- Bầu cử tổng thống Hoa Kỳ 2020
  - Ông Pence hoan nghênh nỗ lực của một nhóm nghị sĩ trong việc 'nêu phản đối' vào ngày 6-1, thời điểm lưỡng viện Quốc hội Mỹ chứng nhận kết quả bỏ phiếu đại cử tri đoàn. (Tuổi Trẻ)
- Đại dịch COVID-19
  - Thủ hiến bang Bayern, Đức, đòi gia hạn giới hạn đi lại và tiếp xúc cho tới cuối tháng Giêng. (Spiegel)
  - Hai quan chức y tế hàng đầu của Mỹ hôm 3/1 bác bỏ tuyên bố của Tổng thống Trump rằng dữ liệu của chính quyền liên bang về số ca nhiễm và tử vong vì COVID-19 ở Mỹ đã bị thổi phồng. (VOA)

## Thứ 2 ngày 4
- Lầu Năm Góc thông báo tàu sân bay USS Nimitz sẽ tiếp tục ở Vùng Vịnh để ứng phó mối đe dọa từ Iran, thay vì về nước như dự kiến. (vnExpress)
- Nancy Pelosi, nữ Chủ tịch Hạ viện Mỹ duy nhất, tiếp tục được bầu vào vị trí này. (vnExpress)
- Một thẩm phán người Anh ngày 4-1 ra phán quyết nhà sáng lập WikiLeaks, Julian Assange, không bị dẫn độ sang Mỹ để xét xử các cáo buộc gián điệp. (tuoitre)
- Sau 35 vòng đàm phán kể từ 2013, cuối cùng Liên minh châu Âu (EU) và Trung Quốc  ký thỏa thuận liên quan tới các hoạt động đầu tư song phương. (tuoitre)
- Một tổ hợp xe hơn đứng hàng thứ tư trên thế giới sắp thành hình với tên gọi Stellantis. Tập đoàn mới này gồm hai đại công ty PSA  (Peugeot của Pháp, Đông Phong -Dong Feng -của Trung Quốc) và Fiat-Chrysler (của Ý và Mỹ). (Spiegel), (RFI)
- Bầu cử tổng thống Hoa Kỳ 2020
  - 10 cựu bộ trưởng quốc phòng, gồm hai người được Trump bổ nhiệm, cho rằng quân đội Mỹ phải đứng ngoài quá trình chuyển giao quyền lực tổng thống. (vnExpress)
  - Trump đã gây áp lực buộc bộ trưởng bộ nội vụ thuộc đảng Cộng hòa của Georgia phải "tìm" cho ông ta đủ số phiếu bầu để lật ngược cuộc bầu cử tổng thống và đe dọa ông ta một cách mơ hồ về "tội hình sự" trong cuộc điện đàm kéo dài một giờ, theo bản ghi âm cuộc trò chuyện. (NYT), (n-tv)
- Đại dịch COVID-19
  - Việt Nam ký một thỏa thuận mua 30 triệu liều vắc xin COVID-19 do AstraZeneca sản xuất. (reuters) Lưu trữ ngày 4 tháng 1 năm 2021 tại Wayback Machine
  - Quan chức hạt Los Angeles kêu gọi triển khai tàu bệnh viện USNS Mercy để hỗ trợ những cơ sở y tế đang tình trạng quá tải vì Covid-19. (vnExpress)

## Thứ 3 ngày 5
- Việt Nam khởi công xây dựng sân bay quốc tế lớn nhất quốc gia, cách TPHCM không xa, với mục tiêu thu hút phát triển kinh tế và du lịch cũng như "nâng tầm Việt Nam trên khu vực". (VOA)
- Tòa án TP Hồ Chí Minh ra án tù dài hạn cho ba nhà báo tự do Phạm Chí Dũng 15 năm tù, Nguyễn Tường Thụy 11 năm, và Lê Hữu Minh Tuấn 11 năm với tội danh "Làm, tàng trữ, phát tán hoặc tuyên truyền thông tin, tài liệu, vật phẩm nhằm chống Nhà nước Cộng hòa xã hội chủ nghĩa Việt Nam". (BBC)
- Dân biểu liên bang Đức Renate Künast hôm 5/1 kêu gọi chính quyền Việt Nam trả tự do cho nhà báo độc lập Phạm Chí Dũng ngay sau khi ông bị kết án 15 năm tù và 3 năm quản chế. (VOA)
- Một đột phá đã đạt được trong cuộc tranh chấp kéo dài 3 năm giữa Qatar với Ả Rập Xê-út cùng ba nước Ả Rập khác và một thỏa thuận nhằm chấm dứt sự chia rẽ sẽ được ký. (VOA)
- Thủ lĩnh Proud Boys, nhóm cực hữu ủng hộ Trump, bị bắt vì cáo buộc phá hủy tấm biển "Mạng người da màu quan trọng" ở Washington tháng trước. (vnExpress), (Zeit)
- Tổng thống Mexico Obrador đề nghị cấp tị nạn chính trị cho người sáng lập WikiLeaks, động thái có thể chọc giận Mỹ khi Washington muốn dẫn độ Assange. (vnExpress)
- Đại dịch COVID-19
  - Các nhà khoa học Anh ngày 4/1 bày tỏ lo ngại là vaccine đang được sử dụng tại Anh có thể không bảo vệ chống lại một biến thể mới của virus corona xuất hiện tại Nam Phi và đã lây lan trên toàn thế giới. (VOA)
- Bầu cử tổng thống Hoa Kỳ 2020
  - Truyền thông Scotland loan tin chuyên cơ dự phòng Boeing C-32 của Tổng thống Mỹ Donald Trump được cho là sẽ bay đến Scotland một ngày trước lễ nhậm chức của Tổng thống tân cử Joe Biden (20.1). (Thanh Niên)
  - Một nhóm gồm hơn 100 nghị sĩ Cộng hòa dự kiến sẽ thách thức kết quả tại các bang Arizona, Georgia, Michigan, Pennsylvania, Nevada và Wisconsin vào ngày 6-1 tới. Các bang này góp tới 79 phiếu đại cử tri cho ông Joe Biden. (Tuổi Trẻ)

## Thứ 4 ngày 6
- Đặc ủy Nhân quyền của Chính phủ Cộng hòa Liên bang Đức tại Bộ Ngoại giao cho việc kết án các nhà báo Việt Nam Phạm Chí Dũng, Nguyễn Tường Thụy và Lê Hữu Minh Tuấn là vi phạm các công ước quốc tế mà nước này đã cam kết tuân thủ. (Auswärtiges Amt)
- Luật an ninh quốc gia Hồng Kông
  - Cảnh sát Hong Kong bắt khoảng 50 nhà hoạt động đối lập theo luật an ninh, trong đó có John Clancey, người mang quốc tịch Mỹ. (vnExpress)
- Chính quyền Iran mới đây công bố trát truy nã Tổng thống Mỹ Donald Trump vì đã ra lệnh cuộc tấn công bằng drone, giết chết một tướng lãnh cao cấp của Iran hồi Tháng Giêng, 2020. (nguoi-viet)
- Julian Assange tiếp tục bị giam ở Anh trong khi chờ đợi Mỹ kháng cáo việc London từ chối dẫn độ ông này. (vnExpress)
- Bạo loạn tại Điện Capitol Hoa Kỳ 2021
  - 'Những người Dân chủ và một số người bạc nhược, kém hiệu quả của Đảng Cộng hòa hãy nhìn hàng ngàn người đang kéo về Washington. Họ sẽ không để một chiến thắng long trời lở đất bị đánh cắp', ông Trump viết trên Twitter. (Tuổi Trẻ)
- Bầu cử tổng thống Hoa Kỳ 2020
  - Các thành viên Thượng viện của Đảng Cộng hòa tại Pennsylvania đã gửi văn bản chính thức tới lãnh đạo Cộng hòa tại Quốc hội, yêu cầu hoãn chứng nhận đại cử tri ở bang này. (Tuổi Trẻ)
  - Phó tổng thống Mike Pence nói với ông Trump rằng ông không có quyền ngăn quốc hội chứng nhận chiến thắng của ông Biden nhưng nói sẽ tiếp tục nghiên cứu vấn đề này đến những giờ cuối cùng trước khi quốc hội họp ngày 6-1. (Tuổi Trẻ)
- Đại dịch COVID-19
  - Mỹ ghi nhận hơn 3.900 người chết do Covid-19, thêm 250.173 ca nhiễm nCoV, nâng tổng ca nhiễm toàn quốc vượt 21 triệu người, trong đó 357.067 đã tử vong, với hơn 131.000 bệnh nhân nhiễm nCoV đang được điều trị tại các bệnh viện. (vnExpress)
  - Vương quốc Anh có thêm 62.322 ca mắc mới và 1.041 người chết vì COVID-19. (Tuổi Trẻ)

## Thứ 5 ngày 7
- Bạo loạn tại Điện Capitol Hoa Kỳ 2021
  - Bạo động xảy ra tại Thủ đô Washington, khi nhiều người ủng hộ Tổng thống Donald Trump xông thẳng vào tòa nhà Quốc hội. Nó diễn ra vào lúc Hạ và Thượng viện đang họp và tranh luận để thông qua chiến thắng của Joe Biden. (BBC)
  - Bốn người chết khi những người ủng hộ Tổng thống Donald Trump chiếm đóng bạo lực ở Điện Capitol trụ sở Quốc hội Hoa Kỳ.(VOA)
  - Phó tổng thống Mỹ lên án cuộc biểu tình bạo lực tại thủ đô Washington, kêu gọi quốc hội tiếp tục phiên họp chứng nhận phiếu đại cử tri. (vnexpress)
  - Stephanie Grisham, trợ lý lâu năm của Đệ nhất phu nhân Melania, xin từ chức để phản đối việc người ủng hộ Trump xông vào tòa nhà quốc hội. (vnexpress), (CNN)
  - Facebook khóa tài khoản của Trump trong 24 giờ để đối phó với bạo lực ở Washington, D.C.. Mạng xã hội này cho biết các sự kiện hôm nay là "tình huống khẩn cấp" đối với nền tảng và sẽ đưa ra các quy định mới để đối phó.(TechCrunch)
  - Twitter lần đầu tiên khóa tài khoản cá nhân của Tổng thống Donald Trump với lý do tổng thống "kích động bạo lực" và "tuyên bố sai sự thật về kết quả cuộc bầu cử tổng thống Mỹ năm 2020". (CNBC)
  - Cả hai cựu Bộ trưởng Quốc phòng Jim Mattis và Mark Esper đều lên án cả cuộc tấn công hôm thứ Tư vào tòa nhà Quốc hội của những kẻ bạo loạn và Tổng thống Donald Trump vì vai trò của ông ta trong vụ bạo lực. (vnExpress), (militarytimes)
- Tổng tuyển cử Hoa Kỳ, 2020
  - Các mạng lưới tin tức dự đoán Đảng viên Đảng Dân chủ Raphael Warnock sẽ đánh bại Kelly Loeffler đương nhiệm của Đảng Cộng hòa, đưa ông trở thành Thượng nghị sĩ người Mỹ gốc Phi đầu tiên của bang. (CNBC) (BuzzFeed News)
  - Đảng Dân chủ sẽ nắm quyền kiểm soát Thượng viện Mỹ sau khi Jon Ossoff đánh bại David Perdue thượng nghị sĩ đương nhiệm của Đảng Cộng hòa, để cho Phó Tổng thống sắp tới Kamala Harris có lá phiếu quyết định. (CNN)
- Bầu cử tổng thống Hoa Kỳ 2020
  - Quốc hội Hoa Kỳ xác nhận Joe Biden là tân Tổng thống Hoa Kỳ. Donald Trump chấp nhận quyết định và đảm bảo một " cuộc bàn giao có trật tự". Tuy nhiên, ông vẫn không chấp nhận kết quả bầu cử. (n-tv)
- Đại dịch COVID-19
  - Đức ghi nhận 26.391 ca Corona nhiễm mới và 1070 người tử vong trong vòng 1 ngày. (n-tv)
  - Anh ghi nhận hơn 62.000 ca nhiễm mới. Các bệnh viện đang trong tình trạng nguy ngập ở nhiều nơi ở Anh. Các dự định giải phẫu ung thư bị hủy bỏ, bệnh nhân Covid do quá tải trong các đơn vị chăm sóc đặc biệt phải nằm ở hành lang. (n-tv)

## Thứ 6 ngày 8
- Nana Akufo-Addo tuyên thệ nhậm chức Tổng thống Ghana nhiệm kỳ thứ hai. (BBC)
- CEO Tesla Elon Musk hiện có tài sản cao hơn 4 tỷ USD so với ông chủ Amazon Jeff Bezos, chiếm vị trí giàu nhất thế giới mà Bezos đã nắm giữ kể từ tháng 10/2017.  (vnExpress), (CNN)
- Boeing đồng ý trả 2,5 tỷ USD để giải quyết các cáo buộc hình sự cho rằng họ đã che đậy các quan chức an toàn các sai sót trong thiết kế máy bay chở khách Boeing 737 MAX. Bộ Tư pháp Hoa Kỳ nói rằng công ty đã chọn "lợi nhuận trên ngay thẳng". (BBC)
- Bầu cử tổng thống Hoa Kỳ 2020
  - Tổng thống Trump tuyên bố sẽ không dự lễ nhậm chức ngày 20/1 của Biden, một ngày sau khi khẳng định chuyển giao quyền lực có trật tự. (vnexpress)
  - Cựu luật sư ủy ban tranh cử của Tổng thống Donald Trump, bà Sidney Powell, vừa bị công ty chế tạo máy bỏ phiếu đưa đơn kiện về tội phỉ báng, sau khi bà liên tục đưa ra các cáo buộc không bằng chứng là họ nằm trong một âm mưu lớn lao nhằm gian lận kết quả cuộc bầu cử hôm 3 Tháng Mười Một vừa qua. (nguoi-viet)
- Đại dịch COVID-19
  - Hoa Kỳ ghi nhận 3.998 người chết - trong vòng 24 tiếng đồng hồ, một kỷ lục mới, với hơn 265.000 ca nhiễm mới. (RFI)
  - Đức báo cáo kỷ lục với 1.188 ca tử vong  trong 24 giờ qua, nâng số người chết trên toàn quốc lên 38.795 người. 31.849 ca nhiễm mới. (Taggeschau)
- Bạo loạn tại Điện Capitol Hoa Kỳ 2021
  - Facebook thông báo đã gia hạn việc khóa tài khoản chính thức của Tổng thống Donald Trump ít nhất đến hết phần còn lại của nhiệm kỳ do nguy cơ bạo lực chính trị ngày càng cao. Snapchat cũng cấm Trump đăng bài trên ứng dụng cho đến khi có thông báo mới. (Bloomberg)
  - Twitter thông báo rằng họ đã đình chỉ vĩnh viễn các tài khoản của luật sư Mỹ và nhà lý thuyết âm mưu L. Lin Wood vì vi phạm các quy tắc của họ. (thehill)
  - Khoảng 45% thành viên đảng Cộng hòa đồng tình với những người ủng hộ Trump xông vào tòa nhà quốc hội hôm 6/1, theo khảo sát của YouGov. (vnExpress), (newsweek)
  - Bộ Tư Pháp Mỹ nói, sẽ không loại trừ việc truy tố Tổng thống Donald Trump do vai trò của ông một ngày trước, liên quan đến việc khuyến khích đám đông ủng hộ ông kéo tới tòa nhà Quốc hội, nơi hàng ngàn người tràn vào sau đó. (nguoi-viet)
  - Elaine Chao và Betsy DeVos lần lượt đệ đơn từ chức Bộ trưởng Giao thông và Giáo dục để phản ứng việc những người biểu tình ủng hộ Trump xông vào Điện Capitol Hoa Kỳ. (CNN) (The Hill)[liên kết hỏng]
  - Các dân biểu Cộng Hòa thân Trump có một vai trò quan trọng trong vụ bạo loạn ở điện Capitol, Washington, đặc biệt là các dân biểu bang Texas, bị các đồng nghiệp lên án là đã « xúi giục » bạo động. (RFI)

## Thứ 7 ngày 9
- Bạo loạn tại Điện Capitol Hoa Kỳ 2021
  - Ông Derrick Evans, dân biểu tiểu bang West Virginia, bị truy tố xâm nhập khu vực cấm tại điện Capitol, trụ sở Quốc hội. (nguoi-viet)
  - Twitter hôm Thứ Sáu, 8 Tháng Giêng, đóng vĩnh viễn tài khoản (account) của Tổng thống Donald Trump để tránh rủi ro kích động thêm bạo lực. (nguoi-viet)
  - Sau khi Twitter khóa tài khoản cá nhân @realDonaldTrump của Donald Trump, ngày 8-1 ông Trump cho biết sẽ xem xét lập nền tảng của riêng ông. (tuoitre)
  - Khoảng 100 nhà ngoại giao Mỹ đã ký bản ghi nhớ kêu gọi Ngoại trưởng Pompeo lên án vai trò của Trump trong cuộc bạo loạn ở Đồi Capitol. (vnExpress)
  - Lisa Murkowski là thượng nghị sĩ Cộng hòa đầu tiên kêu gọi Trump từ chức, nói rằng Tổng thống đã "gây đủ thiệt hại" cho đất nước. (vnExpress), (CNN)
  - Sau vụ tràn vào Điện Capitol của Mỹ, Google đẩy mạnh cuộc chiến chống lại những kẻ cực đoan cánh hữu, không cho ứng dụng của dịch vụ trực tuyến Parler đăng ở Google play store. Apple dọa sẽ làm tương tự ở App-Store của mình. (The Guardian) (Reuters)

## Chủ nhật ngày 10
- Việt Nam đang siết chặt các quy định và mua thêm gỗ xẻ của Mỹ để tránh bị áp thuế trừng phạt có thể tàn phá ngành gỗ Việt Nam. (RFI)
- Phủ Cao ủy Nhân quyền Liên Hợp Quốc lại bày tỏ lo ngại về việc chính quyền Việt Nam gia tăng việc bắt giữ nhiều nhà báo, blogger, nhà bảo vệ nhân quyền dựa trên « các điều luật được định nghĩa mơ hồ ». (RFI)
- Trong một thông cáo chung, ngoại trưởng bốn nước Tây phương Mỹ, Anh, Úc, Canada « bày tỏ quan ngại » về sự kiện chính quyền Hồng Kông bắt một loạt 53 nhà đối lập tranh đấu cho dân chủ. (RFI)
- Ayatolla Ali Khamenei qua tài khoản trên Twitter ra lệnh cấm nhập khẩu vac-xin của Mỹ và Anh, với lý do là « không muốn dân Iran bị nhiễm độc ». Thông điệp này đã bị Twitter xóa bỏ ngay tức khắc. (RFI)
- Ngoại trưởng  Dominic Raab tuyên bố, các chính phủ Canada, Đức và Nhật Bản quyên góp 548 triệu bảng Anh. Luân Đôn góp thêm một bảng Anh cho mỗi đô la quyên được, tổng cộng thu được một tỷ đôla Mỹ, cung cấp một tỷ liều vac-xin cho 92 nước thiếu điều kiện tài chính ». (RFI)
- Tranh chấp đất đai tại Đồng Tâm
  - Hôm 9 Tháng Giêng, các blogger trong giới xã hội dân sự đồng loạt đăng bài tưởng niệm vụ tấn công võ trang Đồng Tâm của nhà cầm quyền CSVN xảy ra vào đúng một năm trước. (nguoi-viet.com)
- Ngoại trưởng Mỹ Mike Pompeo ngày thứ Bảy cho biết ông sẽ dỡ bỏ các hạn chế đối với những tiếp xúc giữa các quan chức Mỹ và người đồng cấp Đài Loan, trong những ngày cuối cùng của nhiệm quyền Tổng thống Donald Trump. (VOA)
- Chuyến bay 182 của Sriwijaya Air
  - Chiếc Boeing 737-500 của hãng hàng không Sriwijaya Air đâm xuống biển chỉ vài phút sau khi cất cánh từ thủ đô Jakarta của Indonesia trong một chuyến bay nội địa trên đường đến Pontianak ở Tây Kalimantan với 62 người trên khoang. (VOA)
- Đại dịch COVID-19
  - Với 465 người chết hôm qua, con số tử vong vì Corona ở Đức đã vượt qua ngưỡng 40.000, lại có thêm 16.946 ca nhiễm mới. (n-tv)
- Bạo loạn tại Điện Capitol Hoa Kỳ 2021
  - Twitter khóa các tài khoản thuộc các đồng minh của Tổng thống Donald Trump vì phát tán nội dung liên quan đến QAnon, về các thuyết âm mưu bạo lực, như của Cựu Cố vấn An ninh Quốc gia Michael Flynn và cựu luật sư của Trump Sidney Powell. (politico)
  - Theo một cuộc thăm dò dân ý của  Reuters/Ipsos, 81% dân Mỹ phản đối cuộc đột nhập vào điện Capitol, 12% ủng hộ, 23% ủng hộ là người theo Đảng Cộng hòa,  57% không muốn Donald Trump còn là tổng thống nữa. (ipsos) Lưu trữ ngày 11 tháng 1 năm 2021 tại Wayback Machine
  - Thượng nghị sĩ Cộng hòa Pat Toomey hôm 10/1 nói rằng Tổng thống Trump nên từ chức sau khi các ủng hộ viên của ông tuần trước tràn vào Điện Capitol, gây thương vong. (VOA)

## Thứ 2 ngày 11
- Bạo loạn tại Điện Capitol Hoa Kỳ 2021
  - Tổng thống Donald Trump ra lệnh treo cờ rủ nhằm tưởng niệm hai viên chức thuộc lực lượng Cảnh Sát Bảo vệ Quốc hội, một người thiệt mạng trong vụ bạo loạn tại Quốc hội hôm Thứ Tư, 6 Tháng Giêng và người kia sau đó vài ngày. (nguoi-viet.com)
  - Bộ trưởng Lục quân Mỹ McCarthy cảnh báo vẫn còn nhiều mối đe dọa bởi "những kẻ khủng bố tiềm tàng" trước và trong ngày Biden nhậm chức. (vnexpress), (reuters)
  - Nhiều doanh nghiệp lớn của Mỹ thay đổi hoặc cân nhắc lại chính sách tài trợ chính trị sau cuộc bạo loạn ở Đồi Capitol tuần trước. Một số đã tuyên bố ngừng tài trợ cho những nghị sĩ phản đối kết quả bỏ phiếu của đại cử tri đoàn. (tuoitre)
  - PGA của Mỹ thông báo họ sẽ chấm dứt thỏa thuận tổ chức Giải vô địch PGA năm 2022 tại Trump National Golf Club Bedminster vì việc tiến hành giải đấu tại đó sẽ gây "bất lợi" cho thương hiệu PGA. (ESPN)
  - Thượng nghị sĩ Ohio Sherrod Brown kêu gọi thượng nghị sĩ Ted Cruz và John Hawley nên từ chức ngay lập tức vì vi phạm lời thề khi nhậm chức và xúi giục bạo lực nhắm vào nền dân chủ Mỹ. (theguardian)
  - "Ông Trump không kêu gọi bạo loạn. Ông ấy không yêu cầu dùng bạo lực" - giáo sư luật Mỹ Jonathan Turley nhận xét sau khi Đảng Dân chủ muốn luận tội ông Trump vì vụ bạo loạn tại tòa nhà Quốc hội Mỹ hôm 6-1. (tuoitre)
  - Công ty xử lý thanh toán tiền Stripe sẽ không còn xử lý các khoản thanh toán cho trang web tranh cử của Tổng thống Donald Trump vì các chính sách của công ty chống lại việc khuyến khích bạo lực. (WSJ)
  - Sau khi những người ủng hộ Donald Trump xông vào Điện Capitol, đảng Dân chủ tại Hạ viện Hoa Kỳ đã thông qua nghị quyết khởi động phiên tòa luận tội thứ hai chống lại tổng thống thất cử. (n-tv)
  - Dịch vụ mạng xã hội Parler ngừng hoạt động sau khi Amazon ngừng cung cấp dịch vụ điện toán đám mây. (CNBC)

## Thứ 3 ngày 12
- Bạo loạn tại Điện Capitol Hoa Kỳ 2021
  - Nhiều người ủng hộ Tổng thống Donald Trump biểu tình ở San Diego, California đụng độ với các thành viên của Antifa và "Black Lives Matter" cũng biểu tình để lên án vụ bạo loạn ở tòa nhà Quốc hội. (nguoi-viet)
  - Nhà Trắng cho biết Trump đã đồng ý tuyên bố tình trạng khẩn cấp ở thủ đô Washington do những cảnh báo đe dọa lễ nhậm chức của Biden. (vnexpress)
  - Quyền Bộ trưởng Nội An Chad Wolf tuyên bố từ chức, phản đối việc kích động bạo loạn của Tổng thống Donald Trump. (nguoi-viet)
  - Huấn luyện viên Bill Belichick, 6 lần dẫn dắt đội New England Patriots chiến thắng Super Bowl, tuyên bố không nhận huy chương Presidential Medal of Freedom do Tổng thống Donald Trump đề nghị trao tặng. (nguoi-viet)
  - Hơn 8,000 luật sư và sinh viên ký thỉnh nguyện thư đòi tước bằng hành nghề luật của hai thượng nghị sĩ Ted Cruz (Texas) và Josh Hawley cáo buộc hành động của hai người này là tước đoạt quyền đầu phiếu của hàng triệu cử tri và nỗ lực lật ngược kết quả của một cuộc bầu cử công bằng và dân chủ. (nguoi-viet)
  - Trump thừa nhận ông "chịu một số trách nhiệm" về cuộc bạo loạn ở quốc hội khi trò chuyện với lãnh đạo phe Cộng hòa tại Hạ viện McCarthy. (vnexpress)
  - Hai cảnh sát bị đình chỉ và ít nhất 10 người bị điều tra liên quan đến vụ người biểu tình xâm chiếm tòa nhà quốc hội Mỹ hôm 6/1. (vnexpress)
  - Deutsche Bank trong tương lai sẽ không làm ăn với Tổng thống Hoa Kỳ Donald Trump hay các công ty của ông sau khi những người ủng hộ ông tấn công Điện Capitol. (VOA)
  - Tổng thống Hoa Kỳ Donald Trump nói các động thái nhằm luận tội ông gây ra "tức giận tột độ", nhưng nói thêm rằng ông "không muốn bạo lực". (VOA)

## Thứ 4 ngày 13
- Theo tin trong nước, được báo chí quốc tế đăng tải rộng rãi, nhà tranh đấu Trần Huỳnh Duy Thức, bị giam giữ tại tỉnh Nghệ An, đã tuyệt thực đến ngày thứ 49, tính đến ngày  11/01/2021. (RFI)
- Chủ biên tạp chí Vogue tại Hoa Kỳ, bà Anna Wintour, đã lên tiếng bảo vệ tạp chí sau những lời chỉ trích về bức chân dung Phó Tổng thống đắc cử Kamala Harris trên trang bìa của tạp chí. (BBC)
- Anh chính thức cấm nhập hàng Trung Quốc sử dụng lao động cưỡng bức người Duy Ngô Nhĩ. Ngoài thông báo các biện pháp, ngày 12/01/2021, ngoại trưởng Dominic Raab còn lên án chính sách « tàn bạo » của Bắc Kinh đối với cộng đồng thiểu số theo Hồi Giáo ở Tân Cương. (RFI)
- Quan hệ Cuba – Hoa Kỳ
  - Chính quyền Donald Trump ngày 11/01/2021 đã xếp Cuba trở lại danh sách các quốc gia bảo trợ chủ nghĩa khủng bố. (RFI)
- One Planet Summit
  - Nhiều nhà hoạt động môi trường khẳng định năm 2021 là một năm có ý nghĩa quyết định đối với cuộc chiến bảo vệ Đa dạng sinh học. (RFI)
- Bạo loạn tại Điện Capitol Hoa Kỳ 2021
  - Tổng thống Mỹ Donald Trump ngày 12/1 phủ nhận trách nhiệm trong vụ các ủng hộ viên của ông bạo động tại trụ sở Quốc hội hôm 6/1 và nói rằng những lời phát biểu của ông trước khi vụ việc xảy ra là thoả đáng. (VOA)
  - Dân biểu Liz Cheney, thành viên cao cấp thứ ba của Đảng Cộng hòa ở Hạ viện, nói bà sẽ bỏ phiếu luận tội ông Trump về cuộc bạo động ở Điện Capitol của Mỹ vào tuần trước. (BBC)
  - Truyền thông Mỹ loan tải một tài liệu nội bộ của Cục Điều tra Liên bang Mỹ (FBI), cảnh báo có nhiều nguy cơ bạo lực bùng phát tại thủ đô nước Mỹ trước dịp lễ nhậm chức của tổng thống đắc cử Joe Biden ngày 20/01/2021. (RFI)
- Đại dịch COVID-19
  - Mỹ ghi nhận ít nhất 4406 ca tử vong trong một ngày, nhiều hơn bao giờ hết. Tổng cộng là 380.882, với ít nhất 229.712 ca nhiễm corona mới, tổng cộng là hơn 22,9 Millionen. (n-tv)

## Thứ 5 ngày 14
- Phạm Nhật Vinh, Tổng giám đốc Công ty Nguyễn Kim đã trốn ra nước ngoài, bị truy nã với vai trò đồng phạm của Tất Thành Cang, Tề Trí Dũng trong việc bán 9 triệu cổ phần của Sadeco gây thất thoát cho Công ty Sadeco hơn 940 tỷ đồng. (vnexpress)
- Các tổ chức nhân quyền quốc tế nhận định rằng 2020 là năm tình hình nhân quyền của VN 'tồi tệ hơn với các bản án nặng nề hơn', khi chính phủ VN bắt và xét xử những nhà hoạt động dân chủ 'cuối cùng'. (BBC)
- Hai công dân Canada bị giam ở Trung Quốc hơn hai năm qua vì cáo buộc gián điệp được gọi điện cho gia đình nhờ "những cân nhắc nhân đạo". (vnexpress)
- Phiên xét xử hơn 320 bị cáo thuộc băng đảng 'Ndrangheta khét tiếng được tổ chức trong hầm ngầm tại Calabria để đảm bảo an ninh. (vnexpress)
- Bộ Thương mại Mỹ đưa thêm tập đoàn dầu khí quốc doanh Trung Quốc CNOOC vào danh sách đen vì những "hành động hiếu chiến" của Bắc Kinh ở Biển Đông. (vnexpress)
- Tổng thống Mỹ bất hòa với luật sư riêng Rudy Giuliani, không cho trợ lý liên lạc với ông và từ chối thanh toán các chi phí pháp lý. (vnexpress)
- Luận tội Donald Trump lần thứ hai
  - Hạ viện Mỹ biểu quyết luận tội Tổng thống Donald Trump vì "kích động nổi loạn" tại cuộc bạo động ở Điện Capitol với số phiếu 232 thuận, 197 chống, trong đó có 10 dân biểu Cộng hoà ủng hộ cuộc luận tội. (VOA)

## Thứ 6 ngày 15
- Thủ tướng Trudeau kêu gọi các nước duy trì "mặt trận thống nhất" ngăn Trung Quốc thực thi chiến lược ngoại giao cưỡng ép và bắt giam người nước ngoài. (vnexpress)
- Thủ tướng Hà Lan Mark Rutte từ chức và nội các giải tán trong bối cảnh các quan chức chính phủ bị cáo buộc đã thu hồi sai trái tiền trợ cấp cho hàng nghìn gia đình. (vnexpress)
- Luận tội Donald Trump lần thứ hai
  - Thượng Nghị sĩ Lisa Murkowski (Cộng Hoà-Alaska) tin rằng không cho Tổng thống Donald Trump sau này giữ chức vụ trong chính quyền liên bang là "thích đáng" và hành động của ông đáng bị truất phế. (nguoi-viet)
  - Hạ nghị sĩ Cộng hòa Peter Meijer ở Michigan cho biết ông và các đồng nghiệp khác đang mua áo giáp che thân trước các mối đe dọa giết người liên quan đến các phiếu luận tội của họ. (BI)
- Bầu cử tổng thống Hoa Kỳ 2020
  - Cảnh sát phải bảo vệ nhà Dân Biểu Bee Nguyễn sau khi bà bị "fan cứng" của Tổng thống Donald Trump đe dọa vì phản bác lại tố cáo có bầu cử gian lận tại tiểu bang Georgia trong cuộc bầu cử tổng thống vừa qua. (nguoi-viet)
  - Câu lạc bộ Vì Tăng trưởng của các tỷ phú Mỹ được cho là đã chi hàng triệu USD hỗ trợ các nghị sĩ đảng Cộng hòa tham gia "lật kèo" bầu cử. (vnexpress)

## Thứ 7 ngày 16
- Các hội đoàn, chuyên gia người Việt tại Đức trao kiến nghị thư phản đối hành động phi pháp của Trung Quốc ở Biển Đông tới Ủy ban Đối ngoại Quốc hội Đức. (vnexpress)
- Nữ danh ca Lệ Thu vừa qua đời sau một thời gian bị nhiễm COVID-19. (nguoi-viet)
- Armin Laschet, thủ hiến bang Nordrhein-Westfalen, được bầu làng chủ tịch mới đảng CDU, đảng của thủ tướng Đức Angela Merkel. (Spiegel)
- Bầu cử tổng thống Hoa Kỳ 2020
  - Tổng thống Mỹ Donald Trump sẽ rời Washington vào sáng sớm thứ Tư 20/01/2021, vài tiếng đồng hồ trước khi người kế nhiệm Joe Biden lên nhậm chức. Rõ ràng là không muốn rời thủ đô nước Mỹ với tư cách cựu tổng thống. (RFI)
- Đại dịch COVID-19
  - Tổng thống tân cử của Hoa Kỳ Joe Biden đã công bố kế hoạch mà ông dự trù sẽ thực hiện ngay sau khi nhậm chức, nhằm đẩy nhanh chiến dịch chích ngừa Covid-19 cho dân Mỹ, tiêm 100 triệu liều trong vòng 100 ngày đầu tiên của nhiệm kỳ tổng thống. (RFI)
  - Pháp giới nghiêm sớm hơn, ngay từ 18 giờ thay vì 20 giờ, trên quy mô cả nước kể từ Thứ Bảy 16/01/2021. Biện pháp này được áp dụng ít nhất trong 15 ngày. (RFI)[liên kết hỏng]
- Bạo loạn tại Điện Capitol Hoa Kỳ 2021
  - Giới chức Mỹ điều tra hơn 300 nghi phạm từ hình ảnh liên quan vụ bạo loạn Đồi Capitol, nhưng chưa tìm thấy nhiều bằng chứng về âm mưu phối hợp. (vnexpress)
  - Cảnh sát Quốc hội Mỹ đang điều tra khả năng các nghị sĩ cho phép du khách thăm tòa quốc hội một cách bất hợp pháp trước cuộc bạo loạn. (vnexpress)
  - Bộ trưởng Y tế và dịch vụ nhân sinh Mỹ Alex Azar đã nộp đơn từ chức, với lý do chính là vụ bạo loạn tại Điện Capitol tuần trước. (tuoitre)
  - Dân biểu gốc Việt đầu tiên của tiểu bang Georgia mặc áo dài đi tuyên thể tái đắc cử vì phẫn nộ sau khi thấy cờ VNCH trong cuộc bạo loạn tại tòa nhà Quốc hội ở Washington, DC. (nguoi-viet)

## Chủ nhật ngày 17
- Trung Quốc hứa tặng 500.000 liều vaccine COVID-19 cho Philippines khi hai nước kí các thỏa thuận cơ sở hạ tầng nhằm thúc đẩy các nỗ lực phục hồi sau đại dịch. (VOA)
- Bạo loạn tại Điện Capitol Hoa Kỳ 2021
  - Tất cả 50 tiểu bang của Hoa Kỳ và Washington DC đang trong tình trạng báo động về biểu tình bạo động có thể xảy ra trước lễ nhậm chức của Tổng thống đắc cử Joe Biden. (BBC)
- Phó tổng thống Mike Pence cảnh báo Joe Biden về tham vọng của Trung Quốc, thúc giục họ duy trì lập trường cứng rắn của chính quyền Trump. (vnexpress)
- Joe Biden dự kiến ký khoảng một chục sắc lệnh hành pháp ngày 20/1, bao gồm tái gia nhập Hiệp định Paris và chấm dứt lệnh cấm đi lại đối với các quốc gia Hồi giáo. (vnexpress)
- Đại dịch COVID-19
  - Ít nhất 29 người đã chết sau khi tiêm mũi vắcxin (vaccine) COVID-19 đầu tiên tại Na Uy. Nhà chức trách cảnh báo vắc xin (vaccine) nguy hiểm cho người già, yếu, có bệnh nan y. (tuoitre), (bloomberg)

## Thứ 2 ngày 18
- Theo thông tin không chính thức Hội nghị Trung ương lần thứ 15 của ĐCSVN chọn Nguyễn Phú Trọng  tiếp tục cương vị tổng bí thư, Nguyễn Xuân Phúc làm chủ tịch nước, Phạm Minh Chính giữ vị trí thủ tướng, và Vương Đình Huệ sẽ trở thành tân chủ tịch quốc hội. (BBC), (fulcrum)
- Tòa án cấp cao Seoul ngày 18/1 đã mở phiên tòa xét xử lại Phó Chủ tịch tập đoàn Samsung, cũng là người thừa kế, Lee Jae-yong, và tuyên phạt bị cáo 2 năm 6 tháng tù giam. (BBC)
- Twitter thông báo tạm khoá tài khoản của Dân Biểu Marjorie Greene (Cộng Hoà-Georgia), người ủng hộ nhóm QAnon, vì liên tục vi phạm quy định của công ty. (nguoi-viet)
- Bầu cử tổng thống Hoa Kỳ 2020
  - Các nhóm nhỏ người biểu tình - một số có vũ trang - hôm Chủ nhật đã tụ tập tại thủ đô các tiểu bang nước Mỹ, nơi căng thẳng dâng cao sau cuộc bạo loạn chết người tại Điện Capitol ở Washington DC. (BBC)
  - Giới chức Bộ Quốc phòng cho biết đang có mối quan ngại về nguy cơ nội gián tạo phản từ những quân nhân lực lượng Vệ Binh Quốc gia bảo vệ an ninh ngày đăng quang của Tổng thống Đắc Cử Joe Biden. (nguoi-viet)
- Bạo loạn tại Điện Capitol Hoa Kỳ 2021
  - Cơ quan Điều Tra Liên Bang Mỹ (FBI) đang điều tra liệu có chính phủ, tổ chức, hay cá nhân ngoại quốc tài trợ cho những tổ chức cực hữu ủng hộ Tổng thống Donald Trump lên kế hoạch và thực hiện cuộc nổi loạn tại Quốc hội vừa qua hay không, (nguoi-viet)
  - Hãng tin Mỹ AP nhận định thành viên trong chiến dịch tranh cử của Trump đóng vai trò quan trọng trong dàn dựng bạo loạn Đồi Capitol. (vnexpress)

## Thứ 3 ngày 19
- Theo BKA (Cục Hình sự Liên bang Đức), hiện có  "Các tổ chức tội phạm Việt Nam đưa người Việt bất hợp pháp sang châu Âu, Đức và bóc lột họ, trong đó có cả các trẻ em vị thành niên. (BBC)
- Tòa án Nhân quyền Châu Âu (CEDH) ngày 19/01/2021 lên án Thụy Sĩ ra án phạt 500 franc Thụy Sĩ (464 euro) năm 2014 nhắm vào một phụ nữ Rumani hành nghề ăn xin nơi công cộng tại Geneve. (RFI)
- Người phát ngôn của Tổng thống đắc cử Joe Biden nói Mỹ sẽ duy trì lệnh cấm đi lại đối với Anh, phần lớn EU và Brazil - bất chấp sắc lệnh của Tổng thống Donald Trump về việc dỡ bỏ các lệnh cấm này. (BBC)
- Những lo ngại về các biện pháp kiểm soát súng chặt chẽ hơn của chính quyền ông Biden sắp tới đang thúc đẩy doanh số bán súng ở Mỹ. (tuoitre)
- Bầu cử tổng thống Hoa Kỳ 2020
  - Lầu Năm Góc được cho là đã từ chối đề nghị của Trump về việc tổ chức lễ chia tay với 21 phát đại bác khi ông rời nhiệm sở, không như phong tục được làm đối với Ronald Reagan, Bill Clinton, George Bush và Barack Obama.... (vnexpress), (theguardian)
  - Melania được cho là sẽ không mời người kế nhiệm Jill thăm Nhà Trắng, điều sẽ phá vỡ truyền thống 100 năm giữa các đệ nhất phu nhân Mỹ. (vnexpress)

## Thứ 4 ngày 20
- Nhà hoạt động Đinh Thị Thu Thủy bị tuyên 7 năm tù tại tòa sơ thẩm tỉnh Hậu Giang với cáo buộc "tuyên truyền chống nhà nước" theo Điều 117 Bộ Luật Hình sự. (BBC)
- Avril Haines, người được Biden đề cử làm Giám đốc Tình báo Quốc gia, tuyên bố sẽ coi Trung Quốc là mối đe dọa chính với Mỹ. (vnexpress)
- Tổng thống Mỹ ân xá 73 người, gồm cựu chiến lược gia trưởng Steve Bannon, rapper Lil Wayne, người gây quỹ cho đảng Cộng hòa Elliot Broidy, cựu thị trưởng Detroit Kwame Kilpatrick và giảm án cho 70 người chỉ vài giờ trước khi ông rời Nhà Trắng. (vnexpress)
- Tổng chưởng lý California Becerra đệ trình 9 vụ kiện nhằm vào chính quyền Tổng thống Trump trong ngày cuối ông nắm quyền. (vnexpress)
- Bạo loạn tại Điện Capitol Hoa Kỳ 2021
  - Lãnh đạo phe Cộng hòa tại Thượng viện Mitch McConnell trực tiếp quy trách nhiệm cho Trump về cuộc bạo loạn chết người ở tòa nhà quốc hội. (vnexpress)
- Quan hệ Hoa Kỳ – Trung Quốc
  - Ngoại trưởng Mỹ Mike Pompeo nói rằng Trung Quốc đã có hành vi diệt chủng trong việc đàn áp người Uighurs (Duy Ngô Nhĩ) và các dân tộc chủ yếu theo đạo Hồi giáo khác. (BBC)
- Đại dịch COVID-19
  - Chính quyền Bắc Kinh cho biết sẽ kéo dài thời gian theo dõi y tế lên tới 28 ngày đối với những người từ bên ngoài đi vào Bắc Kinh, trong đó có mô hình '14+7+7' với các trường hợp nhập cảnh. (tuoitre)

## Thứ 5 ngày 21
- Anh Quốc nêu quan ngại về án tù cho các ông Phạm Chí Dũng, Nguyễn Tường Thụy và Lê Hữu Minh Tuấn, đồng thời kêu gọi Việt Nam để người dân 'tự do tranh luận'. (BBC)
- Một phóng sự điều tra video của nhân vật đối lập hàng đầu của Nga nói Tổng thống Vladimir Putin đã chi tiền bất chính cho một cung điện xa hoa trên Biển Đen được 20 triệu người người xem trong vòng một ngày được công bố. (BBC)
- Trung Quốc đã áp đặt chế tài lên 28 cá nhân Mỹ kể cả cựu Ngoại trưởng Mike Pompeo về "những hành động điên cuồng xen vào các vấn đề nội bộ của Trung Quốc một cách nghiêm trọng," (VOA)
- Twitter khóa tài khoản Đại sứ quán Trung Quốc tại Mỹ vì đăng bài viết bảo vệ chính sách của Bắc Kinh với người Duy Ngô Nhĩ ở Tân Cương. (vnexpress)
- Việc Biden đảo ngược những hạn chế nhập cư mà Trump đặt ra đem lại hy vọng trở thành công dân Mỹ cho khoảng 11 triệu người nhập cư. (vnexpress)
- Đài Loan đã chính thức được mời tới dự lễ nhậm chức tổng thống của ông Joe Biden ngày 20-1. Đài Loan nói rằng đây là lần đầu tiên Washington có động thái như vậy kể từ năm 1979, khi Mỹ công nhận CHND Trung Hoa. (tuoitre)
- Đại dịch COVID-19
  - Đức có thêm 18.008 ca nhiễm mới. Với 1066 ca tử vong tổng số là 49.515. Hiện có 282.300 ca đang còn nhiễm, tổng cộng số người nhiễm là 2.080.865. 4787 người được điều trị trong khu chăm sóc đặc biệt, những người cần máy thở là 2725.Hiện còn 4235 giường trống. (n-tv)
  - Anh Quốc ghi nhận thêm 1.820 ca tử vong nâng tổng số người thiệt mạng vì đại dịch lên đến 93.290 người, nặng nhất ở châu Âu, và đứng thứ năm thế giới, sau Mỹ, Brazil, Ấn Độ và Mêhicô. Số ca nhiễm tăng thêm 38.905 tổng cộng hơn 3,5 triệu ca nhiễm. (RFI)
  - Mỹ ghi nhận 4357 ca tử vong mới, đưa tổng số lên 406.180. Ngoài ra có thêm 184.453 ca nhiễm mới, tổng số là hơn 24,4 triệu ca. (n-tv)

## Thứ 6 ngày 22
- Nghị Viện Châu Âu thông qua nghị quyết nhân quyền kêu gọi Hà Nội trả tự do « ngay lập tức và vô điều kiện » cho 3 nhà báo và cũng là những nhà đấu tranh cho nhân quyền Phạm Chí Dũng, Nguyễn Tường Thụy và Lê Hữu Minh Tuấn. (RFI)
- Một nhóm 10 nhà leo núi Nepal đã lập kỷ lục thế giới khi trở thành những người đầu tiên lên đỉnh núi K2 trên dãy Himalaya vào mùa đông. (BBC)
- Phản đối lễ tuyên thệ nhậm chức của Tổng thống Joe Biden, người biểu tình chống chính phủ và chống phát-xít (Antifa) tại Portland và Seattle phá hoại một văn phòng của Đảng Dân chủ và các tòa nhà khác và xô xát với cảnh sát. (VOA)
- Nga tuyên bố « hoan nghênh quyết tâm chính trị » của tân chính quyền Mỹ triển hạn thêm 5 năm Hiệp ước song phương giải trừ vũ khí hạt nhân New Start. Văn bản này sắp hết hiệu lực kể từ ngày 05/02/2021. (RFI)
- Luận tội Donald Trump lần thứ hai
  - Các thành viên đảng Cộng hòa tại Thượng viện Mỹ đang yêu cầu các đảng viên Dân chủ hoãn việc khởi động phiên tòa luận tội cựu Tổng thống Donald Trump cho đến tháng Hai. (BBC)
- Đại dịch COVID-19
  - Đức ghi nhận 859 ca tử vong, tổng số người chết vượt ngưỡng 50.000. Số ca nhiễm mới là 17.862. (n-tv)

## Thứ 7 ngày 23
- Vệ sinh an toàn thực phẩm
  - Cơ quan chức năng Sài Gòn vừa phát hiện một cơ sở ngâm 1,3 tấn thịt ốc bươu với hóa chất công nghiệp, sau đó cung cấp cho một số chợ và tiệm ăn. (tuoitre)
- Trung Quốc thông qua luật lần đầu tiên cho phép lực lượng hải cảnh sử dụng vũ lực với tàu nước ngoài. (tuoitre)
- Cuộc chiến công hàm ở Biển Đông có diễn biến mới khi Nhật Bản gửi công hàm phản đối một công hàm của Trung Quốc về Biển Đông. Phía Nhật khẳng định Trung Quốc không có quyền vẽ đường cơ sở ở Biển Đông như đã nêu. (tuoitre)
- Trevor McFadden, chánh án tòa liên bang ở Washington, DC, do cựu Tổng thống Trump bổ nhiệm, ra lệnh Bộ Tài chính và Sở Thuế (IRS) thông báo trước ba ngày để luật sư của ông Trump giao hồ sơ thuế của ông cho Ủy ban Thuế Hạ viện. (nguoi-viet)
- Tổng chưởng lý Texas đệ đơn kiện chống lại lệnh ngừng trục xuất người nhập cư trong 100 ngày được chính quyền Tổng thống Joe Biden ban hành. (vnexpress)
- Đại dịch COVID-19
  - Cảnh sát London ngày 22-1 cho biết đã giải tán một đám cưới, có sự tham dự của hơn 400 người và được tổ chức tại một ngôi trường có hiệu trưởng đã chết vì virus corona hồi năm ngoái, vì vi phạm lệnh phong tỏa toàn quốc. (tuoitre)
- Luận tội Donald Trump lần thứ hai
  - Khi Hạ viện chuẩn bị gửi điều khoản luận tội lên Thượng viện vào ngày 25/1, hàng chục đảng viên Cộng hòa có ảnh hưởng ở thủ đô Washington, gồm cả cựu quan chức chính quyền Donald Trump, đang âm thầm vận động các nghị sĩ kết tội cựu tổng thống. (vnexpress)

## Chủ nhật ngày 24
- Bộ Ngoại giao Mỹ kêu gọi Trung Quốc ngừng gây sức ép với Đài Loan, sau sự kiện các máy bay ném bom và máy bay phản lực của Trung Quốc tiến vào góc tây nam vùng nhận dạng phòng không (ADIZ) của Đài Loan. (tuoitre)
- Vụ 39 người Việt chết ở Essex, Anh
  - Tòa án hình sự Old Bailey ở London tuyên mức án tổng cộng 78 năm tù giam cho 4 bị cáo phạm tội ngộ sát trong vụ phát hiện 39 thi thể người Việt Nam trong thùng xe tải đông lạnh năm 2019. kẻ chủ mưu là Phong được nhắc đến nhiều trong cáo trạng vẫn sống ngoài vòng pháp luật. (BBC)
- Cảnh sát câu lưu hơn 2.500 người và dùng vũ lực giải tán các cuộc tụ tập trên khắp nước Nga vào ngày thứ Bảy khi hàng chục ngàn người biểu tình phớt lờ cảnh báo của cảnh sát và giá rét để đòi thả Alexei Navalny, nhà lãnh đạo đối lập thường chỉ trích Điện Kremlin. (VOA)
- Luận tội Donald Trump lần thứ hai
  - Lãnh đạo Đa số Thượng viện Chuck Schumer thuộc Đảng Dân chủ nói phiên xét xử sẽ bắt đầu vào tuần từ ngày thứ Hai 8 tháng 2, một thỏa thuận được lãnh đạo thiểu số Đảng Cộng hòa Mitch McConnell tán đồng. (VOA)
- Lễ nhậm chức của Joe Biden
  - Gần 200 trong số 25.000 lính thuộc lực lượng Vệ binh quốc gia Mỹ được triển khai tăng cường an ninh tại thủ đô Washington dương tính với virus corona. (RFI)

## Thứ 2 ngày 25
- Đại sứ Mỹ tại Việt Nam Kritenbrink cho biết tình trạng ô nhiễm không khí của Việt Nam rất nghiêm trọng và cam kết hỗ trợ Việt Nam giải quyết. (vnexpress)
- Đài Bắc trục xuất 4.000 tàu Trung Quốc vét trộm cát tại các vùng biển của Đài Loan. Trong thông cáo ngày 25/01/2021, Hải cảnh Đài Loan nhấn mạnh con số này cao gấp 10 lần so với hồi năm 2020. (RFI)
- Trung Quốc đã vượt mặt Mỹ để trở thành điểm đến hàng đầu thế giới về đầu tư trực tiếp mới từ nước ngoài, theo số liệu của Liên hiệp quốc công bố hôm Chủ nhật. (BBC)
- Hơn một chục công ty sản xuất phân bón và thuốc trừ cỏ bị kiện ra tòa tại Pháp. Người đứng đơn là một phụ nữ quốc tịch Pháp gốc Việt Nam, người nhận là nạn nhân của « chất da cam ». (RFI)
- Trung Quốc âm thầm xây tường rào ở biên giới Việt Nam và Miến Điện. (RFI)
- Bình điện cho xe hơi điện chỉ cần năm phút để sạc đầy đang bắt đầu đưa vào sản xuất lần đầu tiên trong lịch sử kỹ nghệ, một bước tiến mới biến các loại xe hơi năng lượng sạch này được tiếp năng lượng cùng khoảng thời gian như đi đổ xăng. Loại bình điện thiết kế mới dùng vật liệu lithium-ion được công ty StoreDot của Do Thái thiết kế. (nguoi-viet), (t3n)
- Hoa Kỳ sẽ đánh dấu sự trở lại cuộc chiến toàn cầu chống lại biến đổi khí hậu hôm 25/1 thông qua việc tham gia các cuộc đàm phán cấp cao về các cách để bảo vệ tốt hơn cho con người và nền kinh tế khỏi những tác động của hiện tượng nóng lên toàn cầu. (VOA)
- Hơn một trăm chuyên gia nổi tiếng về Trung Quốc đang kêu gọi kết thúc thỏa thuận đầu tư của EU với Trung Quốc. Họ chỉ ra những vi phạm nhân quyền và việc đàn áp các phong trào dân chủ. (Spiegel)
- Bầu cử tổng thống Hoa Kỳ 2020
  - Công ty máy bỏ phiếu Dominion đã đệ đơn kiện luật sư Rudy Giuliani của Trump, đã thực hiện "một chiến dịch truyền thông sai lệch về Dominion", yêu cầu bồi thường thiệt hại 1,3 tỷ USD. (Spiegel)
- Bạo loạn tại Điện Capitol Hoa Kỳ 2021
  - 38 sĩ quan cảnh sát quốc hội nhận kết quả dương tính với nCoV sau khi đối đầu người biểu tình tràn vào tòa nhà quốc hội Mỹ hôm 6/1. (vnexpress)
- Đại dịch COVID-19
  - Hàng nghìn người Brazil lái ô tô xuống đường yêu cầu luận tội Tổng thống Bolsonaro vì cách chính quyền ông ứng phó chậm trễ với Covid-19. (vnexpress)
  - Bộ trưởng Y tế Đức Jens Spahn xác nhận nước này sẽ mua 200.000 liều thuốc kháng thể đơn dòng với giá 400 triệu euro, tương đương mỗi liều có giá lên tới 2.000 euro. Phương pháp này đã chứng minh hiệu quả đối với cựu tổng thống Mỹ Donald Trump. (tuoitre)
  - Tại các thành phố lớn nhất ở Hà Lan, đúng ra là phải yên tĩnh từ 9 giờ tối vì lệnh giới nghiêm trên toàn quốc kể từ thứ Bảy. Thay vào đó, các cuộc bạo loạn nghiêm trọng đã nổ ra trên các đường phố Rotterdam, Amsterdam và Zwolle - vào hai buổi tối liên tiếp. (Spiegel)
  - EU đang gia tăng sức ép đối với các nhà sản xuất vắc xin corona: Sau khi AstraZeneca, nhà sản xuất thứ hai, không giữ lời hứa giao hàng, Brussels hiện muốn việc xuất khẩu vắc xin sang các nước khác cần phải xin phép. (Spiegel)
- Luận tội Donald Trump lần thứ hai
  - Thượng nghị sĩ Marco Rubio tuyên bố sẽ tha bổng cựu tổng thống và gọi phiên xử là "ngu ngốc". (tuoitre)
  - 5.000 Vệ binh Quốc gia Mỹ sẽ ở lại thủ đô Washington tới giữa tháng 3 do lo ngại về an ninh khi diễn ra phiên tòa luận tội Trump. (vnexpress)

## Thứ 3 ngày 26
- Biden đảo ngược lệnh cấm người chuyển giới phục vụ quân ngũ của Trump, nói rằng "tất cả người Mỹ" đủ tiêu chuẩn đều có thể phục vụ trong quân đội. (vnexpress)
- Bầu cử tổng thống Hoa Kỳ 2020
  - Tổng thanh tra Bộ Tư pháp Mỹ sẽ mở cuộc điều tra xem có quan chức nào (đương nhiệm hoặc đã nghỉ) của cơ quan này từng cố ý đảo ngược kết quả bầu cử Mỹ hay không. (tuoitre)
- Luận tội Donald Trump lần thứ hai
  - Biden lần đầu đưa ra bình luận về phiên luận tội Trump sau khi nhậm chức, cho rằng nó cần phải diễn ra, dù có thể ảnh hưởng tới chương trình nghị sự của ông. (vnexpress)

## Thứ 4 ngày 27
- Nga và Mỹ đạt thỏa thuận gia hạn hiệp ước kiểm soát hạt nhân New START trong cuộc điện đàm giữa Putin và Biden, theo Điện Kremlin. (vnexpress)
- Nhà vua Thái Lan Maha Vajiralongkorn, 68 tuổi, sắc phong Hoàng quý phi Sineenat Wongvajirapakdi lên Đệ nhị hoàng hậu làm quà tặng sinh nhật 36 tuổi. (vnexpress)
- Quan hệ Hoa Kỳ - Trung Quốc
  - Chính quyền Biden cam kết hợp tác với đồng minh để ngăn Trung Quốc "lạm dụng kinh tế", đồng thời xem xét lại cuộc chiến thương mại với Bắc Kinh. (vnexpress)
- Bạo loạn tại Điện Capitol Hoa Kỳ 2021
  - Trump bị đình chỉ đăng video lên YouTube vô thời hạn sau khi công ty mẹ Google mở rộng lệnh cấm trước đó với cựu tổng thống. (vnexpress)
- Đại dịch COVID-19
  - Biden cấm đề cập Covid-19 theo vị trí địa lý sau khi cách gọi "virus Trung Quốc', "virus Vũ Hán" gây phản ứng dữ dội về phân biệt chủng tộc. (nikkei), (vnexpress)

## Thứ 5 ngày 28
- Quân đội Miến Điện dọa không loại trừ khả năng đảo chính nếu không được phép kiểm tra lại kết quả bầu cử Quốc hội. Theo phía quân đội, cuộc bầu cử vào tháng 11/2020 « không tự do và không công bằng ». (RFI)
- Nhà thơ trẻ 22 tuổi Amanda Gorman, người trở thành nổi tiếng sau khi đọc bài thơ "The Hill We Climb" tại lễ đăng quang Tổng thống Joe Biden, vừa được mời đọc thơ trước trận đấu Super Bowl lần thứ 55 tại Tampa, Florida, vào ngày 7 Tháng Hai tới đây. (nguoi-viet)
- Tân ngoại trưởng Mỹ Anthony Blinken trong cuộc điện đàm với đồng nhiệm Philippines Teodoro Locsin tuyên bố, Hoa Kỳ bác bỏ các yêu sách chủ quyền của Trung Quốc ở Biển Đông trái với luật quốc tế và sẽ sát cánh với các nước Đông Nam Á chống lại áp lực của Bắc Kinh. (RFI)
- Tân ngoại trưởng Antony Blinken xem việc Teheran tôn trọng những cam kết với quốc tế về hạt nhân là điều kiện tiên quyết để chính quyền Biden quay trở lại với thỏa thuận Vienna hồi 2015. (RFI)
- Bạo loạn tại Điện Capitol Hoa Kỳ 2021
  - Cảnh sát Smith, người tham gia ứng phó vụ bạo loạn tại quốc hội Mỹ, tự tử trên đường đi làm, sau khi một đồng nghiệp cũng tìm đến cái chết. (vnexpress)
- Đại dịch COVID-19
  - Việt Nam vừa phát hiện tổng cộng 84 ca nhiễm Covid-19 mới chỉ trong 1 ngày. Đây là những ca nhiễm đầu tiên trong gần 2 tháng qua tại Việt Nam, buộc chính quyền phải phong tỏa toàn bộ thành phố Chí Linh, tỉnh Hải Dương. (RFI)
  - Thủ tướng Anh Boris Johnson cho biết nước này có thể chấm dứt lệnh phong tỏa từ ngày 8/3, cùng thời điểm trường học được phép mở cửa trở lại. (vnexpress)
  - Chính phủ Boris Johnson thông báo quyết định cách ly bắt buộc đối với mọi người dân và người cư trú tại Vương Quốc Anh trở về từ 22 nước, nhằm ngăn chặn nhập vào Anh các biến thể mới của virus corona có thể kháng lại vac-xin. (RFI)
  - Mỹ tháng qua ghi nhận hơn 79.000 ca tử vong vì Covid-19, trở thành tháng chết chóc nhất kể từ khi đại dịch bùng phát đến nay. (vnexpress)

## Thứ 6 ngày 29
- Khoảng 300.000 người dự tính sẽ rời Hong Kong sang Anh sống theo một loại visa mới có hiệu lực từ Chủ Nhật 31/1. Hơn 7000 người Hong Kong đã được phép định cư ở Anh từ tháng 7/2020. (BBC)
- Bắc Kinh tuyên bố không công nhận giá trị pháp lý của những người Hong Kong có hộ chiếu hải ngoại Anh (gọi tắt là NBO). (BBC)
- Trong một tuyên bố mạnh mẽ, Trung Quốc đã cảnh báo rằng những nỗ lực của Đài Loan nhằm độc lập khỏi Bắc Kinh "nghĩa là chiến tranh". (BBC)
- Thị trấn Palm Beach đang xem xét liệu cựu tổng thống Trump có được phép sống ở Mar-a-Lago  hay không, sau nhiều năm bị tố vi phạm một thỏa thuận năm 1993. (vnexpress), (independent)
- Đại dịch COVID-19
  - Vaccine Novavax được cho là loại vaccine đầu tiên chứng minh khả năng chống lại biến thể mới của virus corona đang hoành hành ở Anh Quốc. (BBC)
  - Ủy ban vaccine Đức cảnh báo vaccine Covid-19 của AstraZeneca không nên tiêm cho người trên 65 tuổi do chưa xác thực được hiệu quả. (vnexpress)

## Thứ 7 ngày 30
- Chúng tôi được yêu cầu phải trả 10 ngàn bảng Anh cho một container hàng trị giá có 1.600 bảng, bà Helen White, chủ doanh nghiệp chuyên nhập hàng đèn từ Trung Quốc nói với BBC Business. (BBC)
- Ông Eric Schwam, 90 tuổi, để lại 2,4 triệu USD cho làng Le Chambon-sur-Lignon vì đã giúp ông trốn khỏi Đức Quốc xã trong Thế chiến II. (vnexpress)
- Tổng thống Hoa Kỳ Joe Biden  trong một cuộc điện đàm đã kêu gọi Tổng thống Nga Vladimir Putin trả tự do cho nhà chỉ trích Điện Kremlin, ông Alexei Navalny - người đang bị bỏ tù. (BBC)
- Tổng thống Joe Biden đưa kế hoạch thay thế tất cả các xe sử dụng tại các cơ quan chính phủ bằng xe hơi điện được sản xuất tại Mỹ theo kế hoạch Buy America đưa ra hôm Thứ Hai, 25 Tháng Giêng. (nguoi-viet)
- Phong trào Black Lives Matter (BLM) được một chính khách Na Uy đề cử nhận giải Nobel Hòa Bình, và đạt giải nhân quyền Olof Palme 2020 của Thụy Điển. (nguoi-viet)
- Chánh án ở New York ra lệnh luật sư của công ty Trump Organization giao hồ sơ không có đặc quyền cho bộ trưởng Tư Pháp tiểu bang này trễ nhất là ngày 4 Tháng Hai. (nguoi-viet)
- Đại biểu Cộng hòa Shawnna Bolick, lãnh đạo Ủy ban Cách thức và Phương tiện tại Hạ viện bang Arizona trình dự luật cho phép nghị viện bang đảo ngược chứng nhận bầu cử và tự quyết định kết quả bầu tổng thống. (vnexpress), (businessinsider)
- Bạo loạn tại Điện Capitol Hoa Kỳ 2021
  - Hai quả bom ống được tìm thấy trong vụ bạo loạn ở Đồi Capitol được bố trí vào buổi tối trước khi sự cố xảy ra, FBI cho biết. (vnexpress)
- Đại dịch COVID-19
  - Cơ quan quản lý dược phẩm châu Âu ngày 29-1 cho biết không có mối liên hệ nào giữa các trường hợp tử vong sau khi tiêm vắc xin COVID-19 và các tác dụng phụ của vắc xin. (tuoitre)

## Chủ nhật ngày 31
- Trung Quốc đang tìm cách khuyến khích người dân sinh con khi ngày càng nhiều người trẻ không muốn kết hôn hoặc kết hôn rất muộn, ngại đẻ... (tuoitre)
- Tỉ phú Nga Arkady Rotenberg, bạn tập judo cũ của Tổng thống Vladimir Putin, tuyên bố chính ông là người sở hữu cung điện ở vùng Biển Đen, chứ không như tường thuật trong video của nhà chính trị gia đối lập Alexey Navalny. (tuoitre), (BBC)
- Luận tội Donald Trump lần thứ hai
  - 5 luật sư, gồm các luật sư chính, đã rời đội ngũ pháp lý của Trump khi phiên tòa luận tội cựu tổng thống chỉ còn cách 10 ngày. (vnexpress)
- Đại dịch COVID-19
  - Trung tâm Kiểm soát và Phòng ngừa Dịch bệnh Hoa Kỳ (CDC) ban hành một sắc lệnh bắt buộc hành khách đeo khẩu trang trên hầu hết các phương tiện giao thông công cộng vào ngày thứ Hai. (VOA)
- Bạo loạn tại Điện Capitol Hoa Kỳ 2021
  - Julie Jenkins Fancelli, Người thừa kế một chuỗi siêu thị Mỹ Publix đã quyên góp khoảng 300.000 USD cho buổi mít tinh của Trump bên ngoài Nhà Trắng với tổng chi phí gần 500.000 USD dẫn tới cuộc bạo loạn Đồi Capitol. (vnexpress), (vox)